# Arco Latino

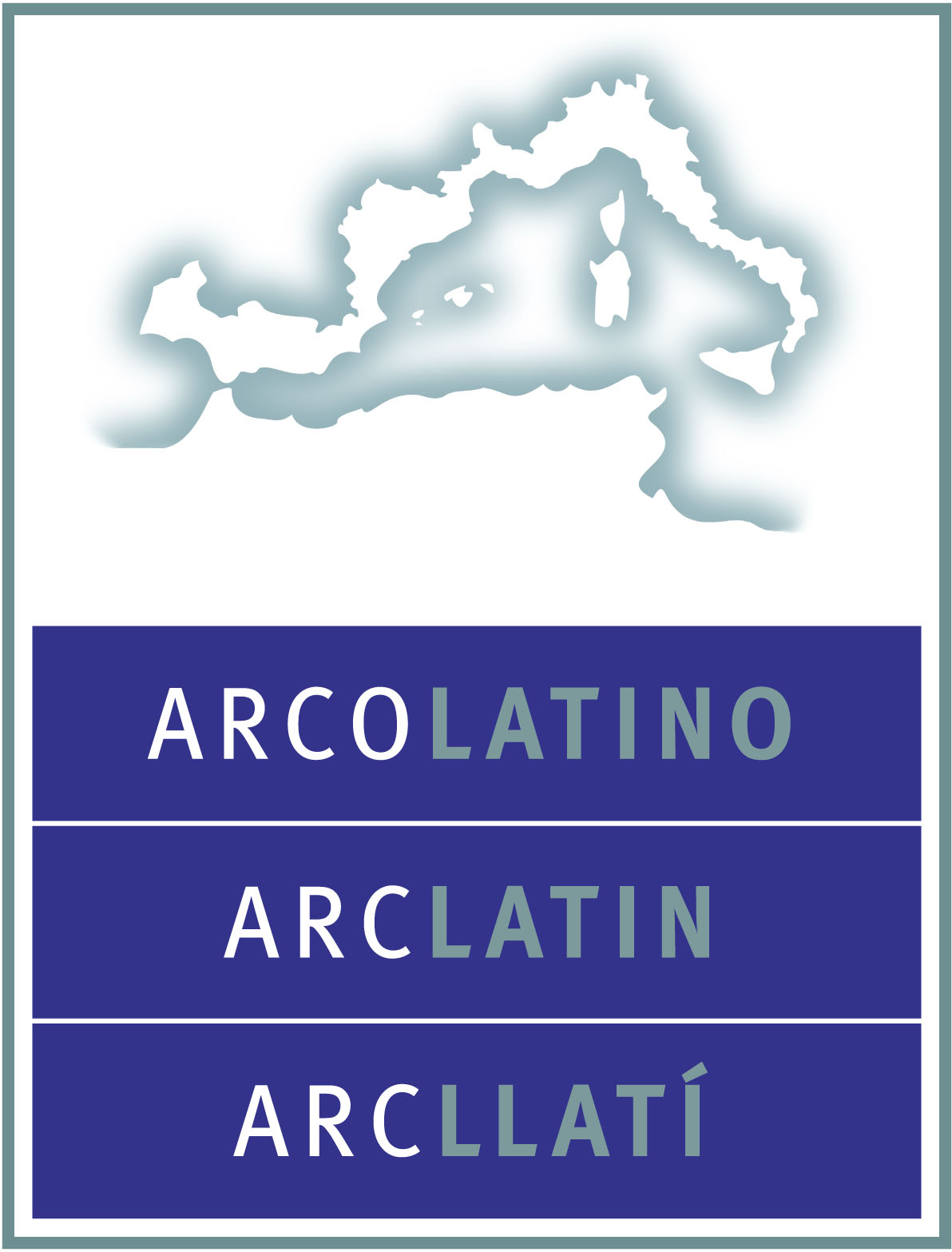
Logo da rede Arco Latino, mostrando o litoral entre o sul da Itália e os Algarves.

Arco Latino (francês/occitano: Arc Latin, catalão: Arc Llatí, italiano/espanhol: Arco Latino) é uma organização de cooperação política e técnica entre os governos locais intermediários que atualmente fazem parte de três estados da União Europeia: Espanha, França e Itália.
Quanto à sua geografia, o Arco Latino representa o território do litoral noroeste da bacia mediterrânea, que se estende desde a Sicília, atravessando o oeste da Península Itálica, o sul da França e da Península Ibérica até o estreito de Gibraltar e do Algarve português. Tem a forma de um arco e corresponde ao centro da Europa Latina. Esta região se define por uma série de características comuns de caráter cultural, histórico, socioeconômico, geoclimático e ambiental que lhe confere uma especificidade e uma identidade no contexto europeu.

## Histórico
A rede "Arco Latino" nasceu com base na experiência de cooperação territorial acumulada durante a década de 90, constituindo-se oficialmente como associação em 2002. A associação se situa no espaço euro-mediterrâneo noroeste, formando uma macro-região que compartilha similaridades geográficas, culturais, econômicas e sociais.
As presidências
- 2003/2004: Diputació de Barcelona
- 2005/2006: Conseil Général de l'Hérault
- 2007/2008: Provincia di Torino
- 2009/2010: Consell Insular de Mallorca
- 2011/2012: Conseil Général de l'Aude

## Estrutura
A associação, que tem sua sede em Barcelona, funciona com base na reflexão conjunta, o consenso e a transnacionalidade. A Assembleia Geral e o Conselho de Administração constituem os órgãos de governo e administração da rede.
A nível técnico, quatro comissões de trabalho - que são Coesão Social, Coesão Territorial, Coesão Econômica e Cooperação no Mediterrâneo - constituem laboratórios transnacionais que permitem que os membros estejam diretamente envolvidos em projetos estratégicos tanto para os seus territórios como para toda a rede.

## Objetivos
O potencial do “Arco Latino” lhe permite ser escutado especialmente pelas instâncias europeias para que incorporem a perspectiva mediterrânea e local na formulação das suas políticas e normas, defendendo assim os interesses e as necessidades do seu território e dos seus cidadãos.
Nesta linha, a rede valoriza e fortalece as capacidades e ajuda a internacionalizar as ações e estratégias dos seus membros a favor de objetivos comuns. Uma das prioridades da rede, a partir da inclusão e mobilização dos atores socioeconômicos e aplicando o princípio de subsidiariedade, é a definição de uma estratégia integrada de desenvolvimento e de planejamento do espaço do Arco Latino.
A Associação e seus membros, conscientes da sua posição estratégica na área mediterrânea, abrem um espaço de cooperação descentralizada com os países das outras margens do Mediterrâneo.

## A ação do Arco Latino
A rede estabelece relações institucionais e ações de cooperação descentralizada pública entre  os seus membros e outras administrações locais de toda a bacia mediterrânea com o fim principal de reforçar as suas capacidades no âmbito das suas competências.
Paralelamente ao trabalho desenvolvido com os seus membros, o "Arco Latino" participa em fóruns euro-mediterrâneos e mantém uma colaboração ativa com diversas redes de governo locais e instituições europeias, destacando a sua participação em consultas, diálogos estruturados e plataformas de troca de informação e de boas práticas.
Em matérias de Coesão Social, a rede se centra na de promoção da igualdade; o impacto das mudanças demográficas e as migrações; a promoção do diálogo intercultural e intergeracional; temas de saúde e bem-estar da população; as atuações em favor da cidadania ativa e os direitos do cidadão; e também valoriza o patrimônio artístico e cultural, material e imaterial do Mediterrâneo como vetor de valores comuns.
Na busca de Coesão Econômica, o "Arco Latino" promove o desenvolvimento da competitividade, a inovação e a economia sustentável nos seus territórios; medidas e políticas de ocupação; favorece a promoção e a internacionalização das PYME e trabalha para promover o território.
No que se refere à Coesão Territorial, trabalham-se temas como a governança multinível, a planificação territorial, o desenvolvimento local e as infraestruturas que conectam o espaço do Arco Latino. Também, questões como a luta contra as mudanças climáticas e a adaptação aos seus efeitos, na investigação e o uso de energias renováveis, assim como na proteção dos espaços naturais e da biodiversidade, além das políticas agrícolas.

## Administrações do Arco Latino

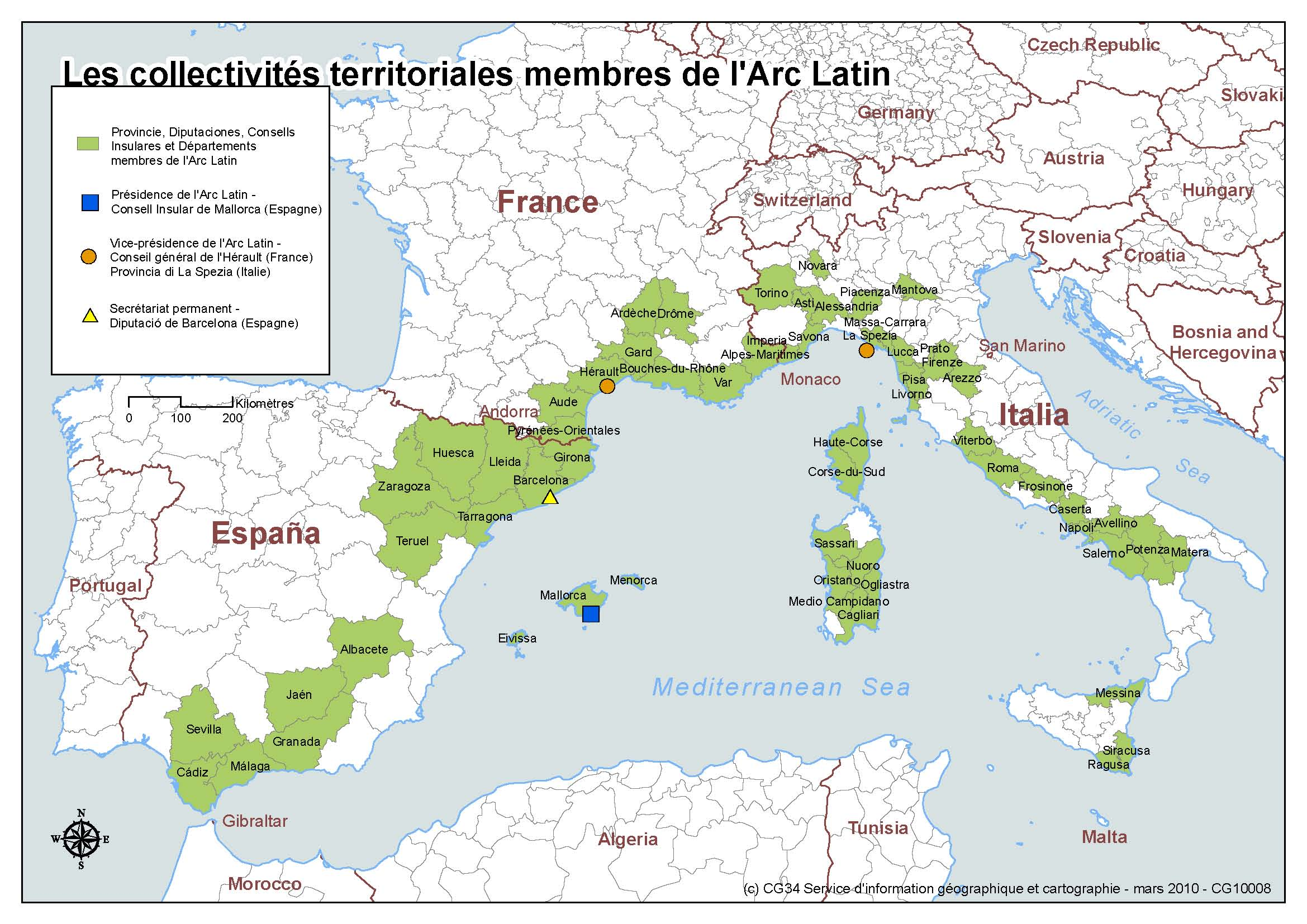
Mapa do membros do Arco Latino em 2010

A associação é formada por governos locais mediterrâneos intermediários. Seus membros atuais são Deputações Provinciais e Conselhos Insulares na Espanha, Departamentos na França e Províncias na Itália:
- Espanha:

Consell Insular de Mallorca,
Consell Insular de Menorca,
Diputación de Barcelona, 
Diputación de Cádiz,
Diputación de Girona, 
Diputación de Granada, 
Diputación de Huesca, 
Diputación de Jaén,
Diputación de Lleida, 
Diputación de Sevilla, 
Diputación de Tarragona, 
Diputación de Zaragoza.
- França:

Conseil Général des Alpes-Maritimes, 
Conseil Général de l’Ariège,
Conseil Général de l’Aude, 
Conseil Général des Bouches du Rhône,
Conseil Général de la Corse du Sud,  
Conseil Général de la Drôme,
Conseil Général du Gard, 
Conseil Général de la Haute Corse,
Conseil Général de l’Hérault,
Conseil Général des Pyrénées Orientales, 
Conseil Général du Var.
- Itália:

Provincia di Alessandria,
Provincia di Arezzo,
Provincia di Cagliari, 
Provincia di Caserta,
Provincia di Firenze, 
Provincia di Mantova, 
Provincia di Massa Carrara, 
Provincia di Medio Campidano,
Provincia di Napoli, 
Provincia di Novara, 
Provincia di Nuoro, 
Provincia dell'Ogliastra, 
Provincia di Oristano, 
Provincia di Piacenza, 
Provincia di Prato, 
Provincia di Ragusa, 
Provincia di Roma, 
Provincia di Salerno, 
Provincia di Sassari,
Provincia di Savona,
Provincia della Spezia,  
Provincia di Torino, 
Provincia di Viterbo.